# Villeneuve-lès-Lavaur
Villeneuve-lès-Lavaur è un comune francese di 139 abitanti situato nel dipartimento del Tarn nella regione dell'Occitania.

## Società

### Evoluzione demografica
Abitanti censiti